# 釋鷰縣
釋鷰縣是唐代播州所屬的一個縣，貞觀九年（《新唐書》作元年），分置，屬郎州，十一年省，十三年復置，十四年改名胡刀縣。在今仁懷縣西南五十里。